# المعهد العالي للإعلامية والتصرف بالقيروان
المعهد العالي للإعلامية والتصرف بالقيروان هو مؤسسة جامعية حكومية تونسية تابعة لجامعة القيروان ويقع في مدينة القيروان. تأسس المعهد سنة 2002م.